# Яку (циклон)
Циклон «Яку» (англ. Cyclone Yaku) — незвичайна система низького тиску в далекій південно-східній частині Тихого океану, яка вплинула на Еквадор і північне Перу на початку березня 2023 року. Національна метеорологічна та гідрологічна служба Перу описала його як «неорганізований тропічний циклон». Не спостерігалося з 1983 або 1998. У Перу ця система вбила щонайменше шестеро людей, постраждало 49 000 людей і зруйнувала тисячі будинків.

## Метеорологічна історія
7 березня SENAMHI повідомив про "неорганізований тропічний циклон". Дослідники SENAMHI змогли ідентифікувати утворення циклону наприкінці лютого, а також заявили, що незвичайне явище залишиться в перуанському морі, але вплине на міста на узбережжі Перу та Еквадору. Вони також повідомили, що з 9 по 11 березня на північному узбережжі та високогір’ї Перу випадуть помірні та сильні опади, і що циклон не стане ураганом. Система була названа «Циклон Яку», причому слово «Яку» походить від кечуанського перекладу «вода».
10 березня Національний інститут метеорології та гідрології (INAMHI) в Еквадорі повідомив, що циклон віддаляється від Еквадору і більше не матиме прямого впливу на країну. У Перу було передбачено, що опади триватимуть до середини березня, тоді як опади через теплу температуру моря випадатимуть до квітня.

## Наслідки

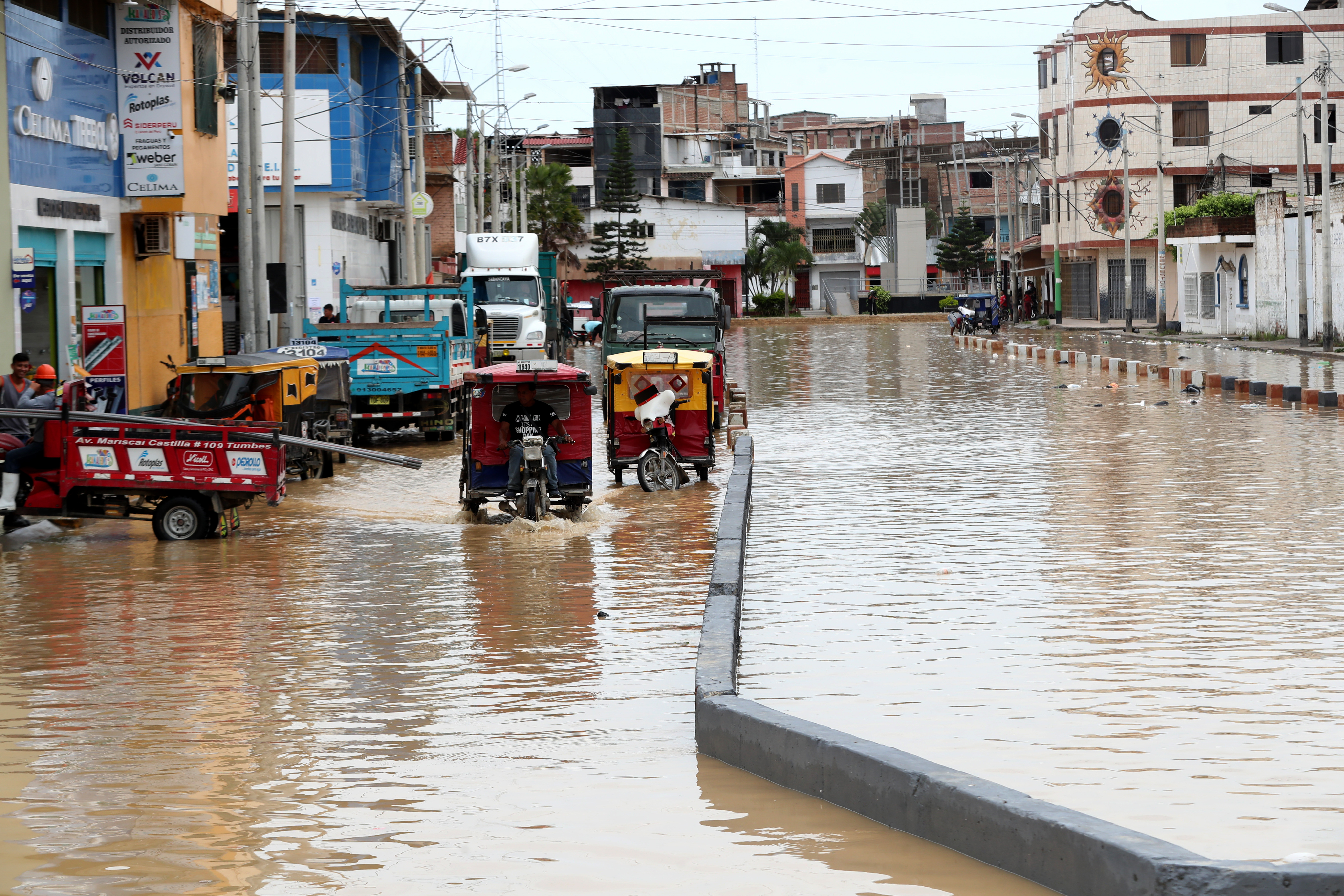
Затоплена вулиця в Тумбес, Перу

### Перу
Поселення вздовж узбережжя пустелі Перу часто не мають дренажних систем, і навіть невелика кількість опадів є проблемою для постраждалих районів. Столиця Перу Ліма є одним із найбільш посушливих міст у світі, що отримує в середньому лише 10 міліметрів опадів на рік. Циклон стався під час масових протестів, які тривали після політичної кризи в Перу 2022 року.
Циклон риніс екстремальні умови для опадів у департаментах Tumbes , Piura та Lambayeque . 8 березня повідомлялося про дощі в департаментах Тумбес, Пю'ра, Ламбаєке, Ла-Лібертад (регіон)Ла-Лібертад, Анкаш і Ліма. 10 березня річка Ла-Лече розлилася в провінції Ламбаєке, вплинувши на район Ілімо, залишивши 3000 бездомних і залишивши понад 1000 будинків непридатними для проживання. У департаменті Ла-Лібертад сталася повінь у провінціях Чепен і Пакасмайо після проливних дощів. У звітах SENAMHI зазначено, що департаменти Ламбаєке та Ла-Лібертад перевищили історичний рекорд накопичення опадів за 24 години, повідомляючи про значення, які не реєструвалися після подій Ель-Ніньйо 1997–1998 років і 2017 року.
Станом на 14 березня в результаті дощів по всій країні було зареєстровано десятки уайко. Повідомлялося в провінції Ліма, про селеві зсуви в Анконі, Карабаййо, Чаклакайо, Сіенегілья, Комасі та Пунта-Ермосі. У Пунта-Гермосі повідомлялося про масштабну повінь річка П'юра перевищила гребінь у міському районі П'юра, що призвело до повені. Місто Квірувілка була повністю зруйноване зсувами. Мешканці Ілімо, які зіткнулися з повенями з 10 березня, повідомили, що, незважаючи на те, що більша частина міста була затоплена, ніхто не реагував і що вони не отримували питної води майже п'ять днів. PerúSAT-1 зібрав зображення впливу циклону Яку, намагаючись відреагувати на вплив системи. 
Рано вранці 15 березня деякі жителі Луріганчо-Чосіка були евакуйовані через небезпеку. Щонайменше 60% будинків у Катакао були покинуті через ризик розливу річки П'юра.
За оцінками CEPRENED, 592 райони вздовж Перу знаходяться під загрозою зсувів або селів через сильні дощі. Крім того, Національний інститут цивільної оборони  [ es ] (INDECI) повідомив про понад 45 000 постраждалих людей і 1312 зруйнованих будинків, причому Ла-Лібертад був найбільш постраждалим регіоном.
Що стосується інфраструктури та збитків у будівлях, понад 3000 будинків залишилися непридатними для проживання, тоді як зруйновані об’єкти включали 58 шкіл, чотири медичні установи, понад 60 кілометрів (37 миль) доріг, понад 94 кілометри (58 миль) зрошувальних каналів і щонайменше 118 мостів.

### Еквадор
Сильні дощі пройшли щонайменше в 37 кантонах Еквадору: Мілагро, Ягуачі та Ел Тріунфо зазнав повені, тоді як шторм пошкодив будинки в Кеведо в провінції Лос-Ріос.
Побоювання щодо спалаху лептоспірозу виникли після 50 випадків зараження інфекцією.

## Замітки
За словами Майкла Лінтона, директора відділу океанографії та морської метеорології Інституту океанографії Еквадорської армії (INOCAR), вплив зміни клімату на океани сприяв виникненню циклону Яку.